# Swertia kiharae
Swertia kiharae är en gentianaväxtart som beskrevs av Kitamura. Swertia kiharae ingår i släktet Swertia och familjen gentianaväxter. Inga underarter finns listade i Catalogue of Life.